# Drehbrücke Rybina
Die Drehbrücke in Rybina (polnisch Most (kolejowy) obrotowy w Rybinie, most kolejowy obrotowy wąskotorowy nad rzeką Szkarpawą) ist eine 1905 errichtete Drehbrücke in Rybina (deutsch Fischerbabke) in Polen. Sie führt die Schmalspurbahn Żuławska Kolej Dojazdowa (ŻKD) über die Szkarpawa (Elbinger Weichsel).

## Geschichte
Die Westpreußischen Kleinbahnen bauten von 1900 bis 1906 ihr Netz im Gebiet des Werders wesentlich aus. Die Drehbrücke bei Fischerbabke wurde von der Stahlwerke Dortmund AG projektiert. Mit der 1905 erbauten Brücke konnte im Mai 1906 die Strecke vom Bahnhof Steegen (seit 1945 Stegna Gdańska) nach Tiegenhof Kleinbahnhof (Nowy Dwór Gdański Wąskotorowy) eröffnet werden. Die Stadt Danzig wurde über ein Trajekt über die Weichsel bei Nickelswalde (Mikoszewo) erreicht.
Das Gebiet des Werders kam 1920 zur Freien Stadt Danzig. Östlich der Brücke führten zwei Fähren für den Straßenverkehr über die Elbinger und Königsberger Weichsel. Sie wurden 1933 durch Klappbrücken ersetzt.
Die Brücke hat einen technischen Stand von 1935. Unter der Nummer A-1625 erfolgte am 3. April 1997 der Eintrag der Brücke in das nationale Denkmalregister der Woiwodschaft Pommern. Der Personenverkehr wurde 1996 eingestellt, jedoch im saisonalen Betrieb für touristische Zwecke im Juli 2009 wiedereröffnet.

## Beschreibung

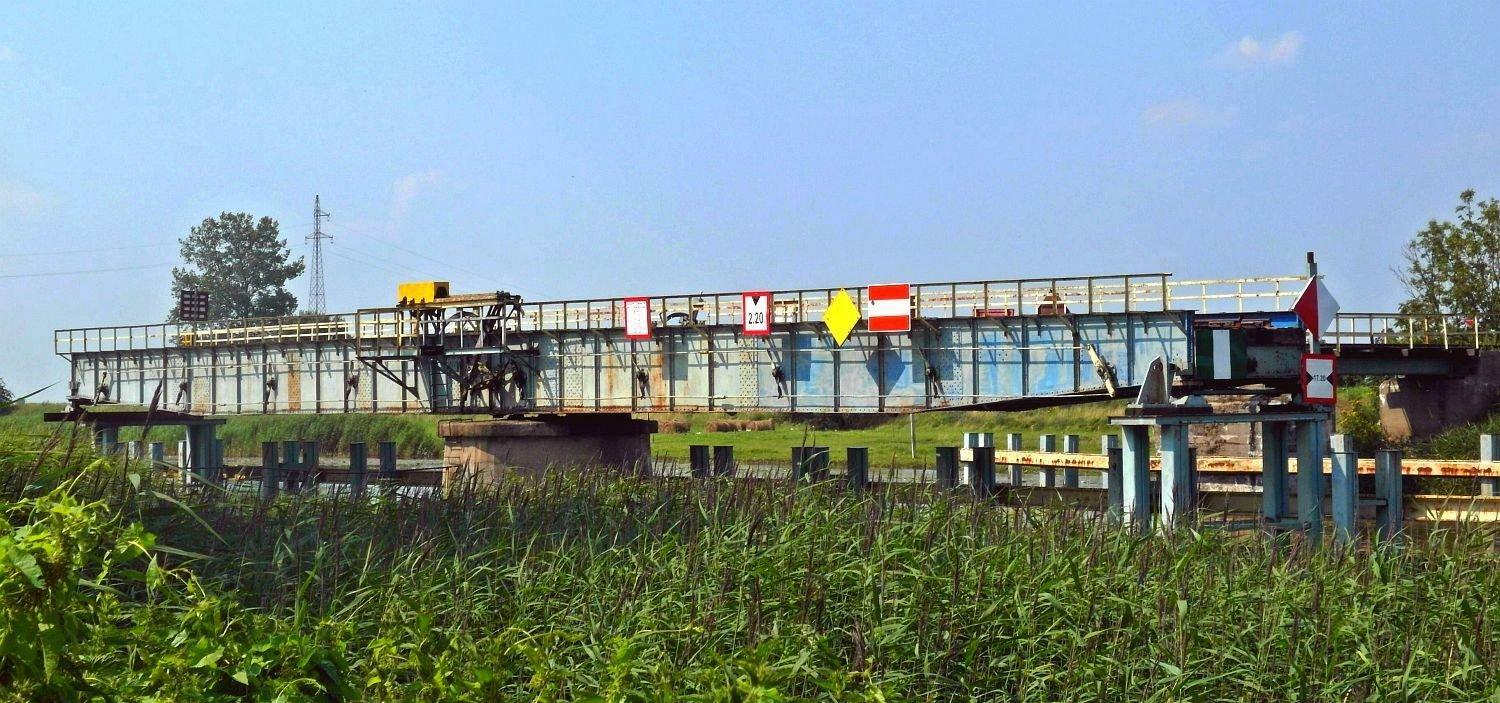
Geöffnete Brücke (2012)

Die Eisenbahnbrücke ist eine Stahlkonstruktion von 43 Meter Länge. Für den Zugbetrieb wird die Brücke manuell durch zwei Bahnarbeiter über den Fluss gedreht. Ein Getriebe mit entsprechender Hebelübersetzung ermöglicht dies.
Die Brücke führt vom Nordufer der Szkarpawa, dem Steegner Werder, zur Insel Babker Keil im Süden. Unmittelbar am Südufer des Flusses wurde der ehemalige Haltepunkt Kalteherberge (Świerznica) im Großen Marienburger Werder bedient.

## Straßenbrücken in Rybina
Die Straßenbrücken wurde 1933 errichtet und stehen seit 1995 im Denkmalregister. 
- Klappbrücke über die Königsberger Weichsel
- Klappbrücke über die Szkarpawa (Elbinger Weichsel)